# Albrecht von Schlieckmann
Albrecht Heinrich Carl von Schlieckmann (* 28. August 1835 in Magdeburg; † 15. Mai 1891 in Königsberg i. Pr.) war ein deutscher Verwaltungsjurist, der zuletzt Oberpräsident in Ostpreußen war.

## Leben
Schlieckmann war der Sohn des Juristen Heinrich von Schlieckmann, der als Justizrat zu Magdeburg am 5. Juli 1834 in den preußischen Adelsstand erhoben worden war. Er besuchte das Gymnasium in Schulpforta. Nach dem Abitur studierte er an der Ruprecht-Karls-Universität Rechtswissenschaft zu studieren. 1855 wurde er im Corps Vandalia Heidelberg recipiert. Er wechselte an die Friedrich-Wilhelms-Universität zu Berlin und die Schlesische Friedrich-Wilhelms-Universität Breslau.  1857 zum Dr. iur. et phil. promoviert, wurde er im selben Jahr Auskultator in Breslau. Im Jahr 1862 wurde er Gerichtsassessor, 1864 Landrat im Kreis Querfurt, 1876 Oberregierungsrat und Abteilungsdirigent bei der Regierung in Gumbinnen. Er saß auch Mitglied im Provinziallandtag der Provinz Sachsen. Weitere Stationen seiner Laufbahn waren: 1878 stellvertretender Polizeipräsident in Berlin, 1879 Regierungspräsident in Gumbinnen, 1881 Unterstaatssekretär im Preußischen Ministerium des Innern. 1882 wurde er Oberpräsident in Ostpreußen mit Sitz in Königsberg. Daneben fungierte er als Kurator der Albertus-Universität Königsberg. Er war Mitglied des Preußischen Staatsrats.
Von 1878 bis 1881 und von 1884 bis 1891 saß Schlieckmann als deutsch-konservativer Vertreter für den Reichstagswahlkreis Regierungsbezirk Gumbinnen 1 im Reichstag an. Schlieckmann war Besitzer der Rittergutes Kleineichstädt.
Schlieckmann heiratete am 31. Oktober 1863 die Freiin Anna Maria Eugenie von Saurma (* 2. Dezember 1837), eine Schwester des Abgeordneten Max von Saurma.

## Ehrungen
- Dr. phil. h. c. der Universität Königsberg (1890)